# När den evigt klara morgon gryr (musikalbum)
När den evigt klara morgon gryr utkom för första gången 1968 och är ett musikalbum med den kristna sångaren Artur Erikson. 1977 trycktes skivan upp igen, fast då under namnet "Sånger om framtiden". Skivan är delvis inspelad live. Temat för skivan är framtiden och det eviga hemmet i himlen.

## Låtlista

### Sida 1
1. När den evigt klara morgon gryr
2. Flyttfåglarna
3. Tiden så hastigt försvinner
4. Åttahundratusen ljusår härifrån
5. Jag är främling
6. Närmare Gud till dig

### Sida 2
1. Det ska bli frid på vår jord
2. Evighetens morgon
3. O vad salighet Gud vill skänka
4. Till det härliga land ovan skyn
5. O jag vet ett land
6. Herre kär tag min hand